# Estrella supergegant

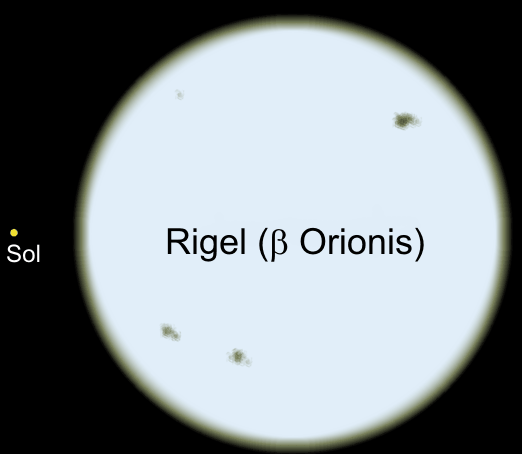
Comparació de Rigel (supergegant blava de tipus espectral B1) amb el Sol.

En astronomia, una estrella supergegant és un tipus d'estrella molt voluminosa, devers 10 a 50 masses solars.
Les supergegants poden tenir un radi 1.000 vegades més gran que el del Sol. Per causa de la seva massa tan gran, aquestes estrelles tenen una durada de vida molt curta: de l'ordre de 10 a 50 milions d'anys, i no s'observen més que dins les estructures còsmiques joves, com els cúmuls oberts, els braços de les galàxies espirals i a les galàxies irregulars. No s'observen pas als nuclis de les galàxies espirals, galàxies el·líptiques o als cúmuls globulars, aquells que se suposa que són antics. En són exemples Rigel i Betelgeuse a la constel·lació d'Orió o Antares a la de l'Escorpió.

## Propietats
Les estrelles supergegants tenen masses de 8 a 12 vegades la del Sol (M☉) i lluminositats d'unes 1 000 a més d'un milió de vegades la del Sol (L☉). Varien molt en radi, generalment de 30 a 500, o fins i tot per sobre de 1 000 radis solars (R☉). Són prou massives per començar a fusionar nuclis d'heli suaument. Després passen a consumir successivament elements més pesants, generalment fins al ferro. També a causa de les seves grans masses, estan destinades a explotar com a supernoves.
La llei de Stefan-Boltzmann indica que les superfícies relativament fredes de les supergegants vermelles irradien molta menys energia per unitat d'àrea que les de les supergegants blaves; així, per a una lluminositat determinada, les supergegants vermelles són més grans que les seves contraparts blaves. La pressió de radiació limita les supergegants fredes més grans a uns 1 500 R☉ i les supergegants calentes més massives al voltant d'un milió de L☉. Les estrelles properes i ocasionalment més enllà d'aquests límits es tornen inestables i experimenten una ràpida pèrdua de massa.

### Gravetat superficial

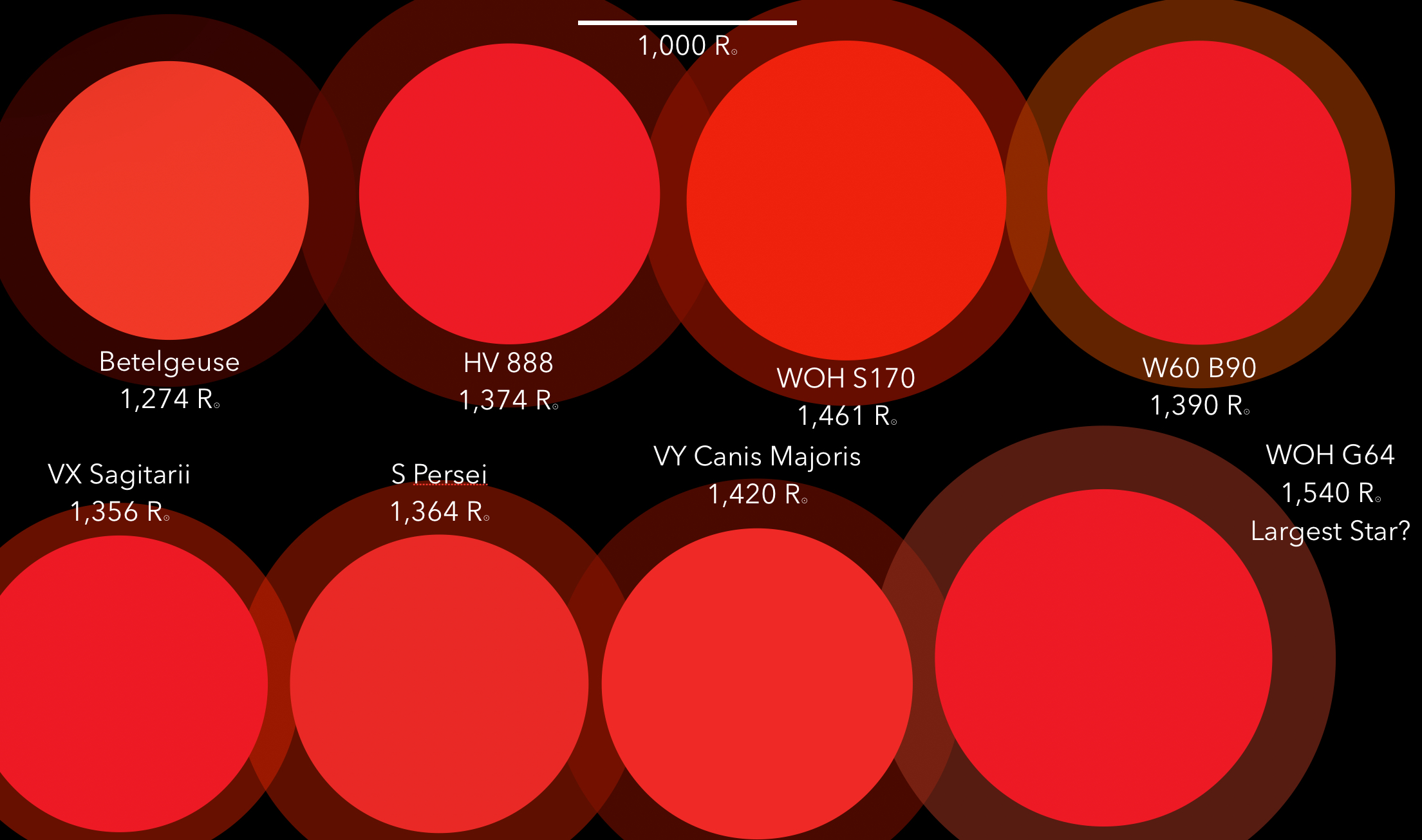
Dimensions d'algunes supergegants.

La classe de lluminositat supergegant s'assigna sobre la base de característiques espectrals que són en gran manera una mesura de la gravetat superficial, encara que aquestes estrelles també es veuen afectades per altres propietats com la microturbulència. Les supergegants solen tenir gravetats superficials d'1 m/s² i inferiors, encara que les gegants brillants (classe de lluminositat II) tenen una gravetat superficial estadísticament molt similar a les supergegants Ib normals. Les supergegants lluminoses fredes tenen gravetats superficials més baixes, i les estrelles més lluminoses (i inestables) tenen valors al voltant de 0,01 m/s². Les supergegants més calentes, fins i tot les més lluminoses, tenen gravetats superficials al voltant de 0,1 m/s², a causa de les seves masses més altes i radis més petits.

### Temperatura
La majoria d'estrelles supergegants són de tipus espectral B, malgrat que hi ha estrelles supergegants de tots els tipus espectrals principals i en tot l'interval de temperatures, des d'estrelles de classe M mitja d'uns 3 400 K fins a les estrelles de classe O més calentes de més de 40 000 K. Un grup molt més petit consisteix en supergegants de tipus G de molt baixa lluminositat, estrelles de massa intermèdia que fusionen heli als seus nuclis abans d'arribar a la branca gegant asimptòtica. Un grup diferent està format per supergegants d'alta lluminositat a principis de B (B0-2) i al final de O (O9.5), més comuns fins i tot que les estrelles de seqüència principal d'aquests tipus espectrals. En general, les supergegants no es troben més fredes que la classe M mitjana. Això s'espera teòricament, ja que serien catastròficament inestables; tanmateix, hi ha possibles excepcions entre estrelles extremes com VX Sagittarii.

La supernova SN 1987A.

El nombre relatiu de supergegants blaves, grogues i vermelles és un indicador de la velocitat de l'evolució estel·lar i s'utilitza com una potent prova de models de l'evolució d'estrelles massives.

### Colors
Una supergegant pot ser de diferents colors. La major part són o supergegants blaves dintre de la seqüència principal com a estrelles del tipus O o B, o supergegants vermelles fora de la seqüència principal. Betelgeuse i Antares són dos exemples de supergegants vermelles i Rigel és una supergegant blava. El consens és que les estrelles de gran talla fan anades i tornades més o menys horitzontals al llarg del diagrama de Hertzsprung-Russell. Durant un temps, es va creure que, cap al final de la seva vida, aquestes estrelles esdevenien gegants vermelles, just abans de tornar-se supernoves. Malgrat això, l'estrella que originà la supernova 1987A era una supergegant blava.

### Lluminositat
Els supergegants es troben més o menys en una banda horitzontal que ocupa tota la part superior del diagrama de Hertzsprung-Russell, es classifiquen en les classes Ia i Ib segons la seva lluminositat i tenen una magnitud absoluta entre –5 i –9.

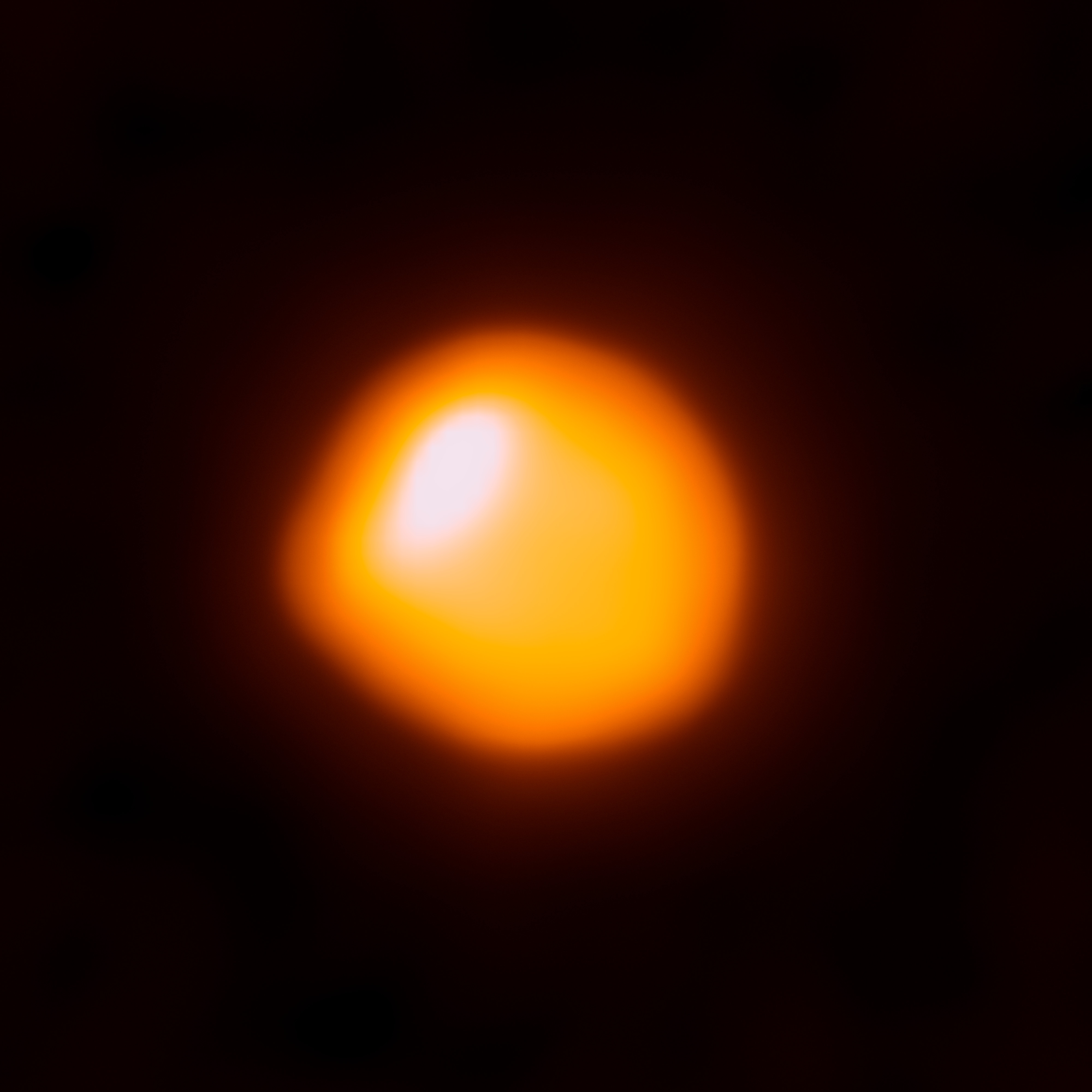
Betelgeuse, una supergegant vermella de diàmetre 400 vegades el del Sol i tipus espectral M12.

Totes les supergegants són més grans i més lluminoses que les estrelles de la seqüència principal de la mateixa temperatura. Això significa que les supergegants calentes es troben en una banda relativament estreta per sobre de les estrelles gegants brillants de la seqüència principal. Les lluminositats bolomètriques fins i tot per als supergegants blaus més febles són desenes de milers de vegades el Sol (L☉). Les més brillants poden superar el milió de L☉ i sovint són inestables, com ara les variables α Cygni i les variables blaves lluminoses.
Les supergegants molt calentes amb tipus espectrals O primerenques es troben en un rang extremadament estret de lluminositats per sobre de la seqüència principal O inicial molt lluminosa i les estrelles gegants. No es classifiquen per separat en supergegants normals (Ib) i lluminoses (Ia), encara que habitualment tenen altres modificadors de tipus espectral com "f" per a l'emissió de nitrogen i heli (per exemple, O2 If per HD 93129A).
Les supergegants grogues poden ser considerablement més febles que la magnitud absoluta –5, amb alguns exemples al voltant de –2, com ara 14 Persei. Amb correccions bolomètriques al voltant de zero, només poden ser uns quants centenars de vegades la lluminositat del Sol. Aquestes no són estrelles massives, però; en canvi, són estrelles de massa intermèdia que tenen gravetats superficials especialment baixes, sovint a causa de la inestabilitat com les pulsacions de les cefeides. El fet de classificar aquestes estrelles de massa intermèdia com a supergegants durant una fase relativament llarga de la seva evolució explica el gran nombre de supergegants grogues de baixa lluminositat. Les estrelles grogues més lluminoses, les hipergegants grogues, es troben entre les estrelles visualment més brillants, amb magnituds absolutes al voltant de –9, encara que menys d'un milió de L☉.
Hi ha un fort límit superior a la lluminositat de les supergegants vermelles al voltant de mig milió de L☉. Les estrelles que serien més brillants que això desprèn les seves capes exteriors tan ràpidament que es mantenen supergegants calents després de deixar la seqüència principal. La majoria de les supergegants vermelles eren estrelles de la seqüència principal de 10-15 M☉ i ara tenen lluminositats inferiors a 100 000 L☉, i hi ha molt poques estrelles de classe M supergegants brillants (Ia). Les estrelles menys lluminoses classificades com a supergegants vermelles són algunes de les estrelles AGB i post-AGB més brillants, estrelles de baixa massa molt expandides i inestables com les variables RV Tauri. La majoria de les estrelles AGB reben classes de lluminositat gegants o gegants brillants, però les estrelles particularment inestables com les variables W Virginis poden rebre una classificació de supergegants (per exemple, la mateixa W de la Verge). Les supergegants vermelles més febles estan al voltant de la magnitud absoluta –3.

### Elements químics

Cicle CNO que té lloc als nuclis de les estrelles supergegants.

Una estrella amb una massa 25 vegades la del Sol completa la fusió nuclear de l'hidrogen mitjançant el cicle CNO en un 7 milions d'anys i el d'heli en uns 660 000 anys. Per contra, el Sol necessita uns 10 mil milions d'anys en completar la fusió de l'hidrogen via la cadena protó-protó i uns 100 milions d'anys en consumir l'heli.
| Procés       | Temperatura (K) | Densitat nucli (kg/m3) | Temps (anys) |
| ------------ | --------------- | ---------------------- | ------------ |
| H → He       | 3,7 × 107       | 3,8 × 103              | 7 300 000    |
| He → C i O   | 1,8 × 108       | 6,2 × 105              | 660 000      |
| C → Ne       | 7,2 × 108       | 6,4 × 108              | 165          |
| Ne → Mg i Si | 1,4 × 109       | 3,7 × 109              | 1,2          |
| O → Si       | 1,8 × 109       | 1,3 × 10               | 0,5          |
| Si → Fe      | 3,4 × 109       | 1,1 × 1011             | 0,004        |

L'abundància de diversos elements químics a la superfície de les supergegants és diferent de les estrelles menys lluminoses. Les supergegants són estrelles evolucionades i poden haver experimentat convecció de productes de fusió nuclear cap a la superfície. Les joves mostren un increment de l'heli i el nitrogen. L'heli es forma al nucli i la capa per fusió d'hidrogen i nitrogen, el qual s'acumula en relació amb el carboni i l'oxigen durant la fusió del cicle CNO. Al mateix temps, les abundàncies de carboni i oxigen es redueixen. Les supergegants vermelles es poden distingir de les estrelles AGB menys massives, però lluminoses, per substàncies químiques inusuals a la superfície, augment de carboni des de remogudes profundes, així com carboni-13, liti i elements pel procés S (captura lenta de neutrons). Les estrelles AGB en les últimes fases poden enriquir-se fortament amb oxigen, produint masers d'OH.
Les supergegants més calentes mostren nivells diferents d'enriquiment amb nitrogen. Això pot ser a causa de diferents nivells de mescla durant la seqüència principal a causa de la rotació o perquè algunes supergegants blaves són de nova evolució des de la seqüència principal mentre que d'altres han passat anteriorment per una fase de supergegant vermella. Les estrelles post-supergegant vermella tenen generalment un nivell més alt de nitrogen en relació amb el carboni a causa de la convecció de material processat pel CNO a la superfície i la pèrdua completa de les capes exteriors.
Quan es completen els processos de fusió i s'arriba al ferro, les fusions que segueixen no produeixen suficient energia per evitar el col·lapse de l'estrella per efecte de la gravetat. La supergegant redueix ràpidament el volum, el nucli de ferro evolluciona cap un nucli de neutrons amb una molt elevada densitat i les capes externes en xocar contra aquest nucli, reboten, i l'estrella explota com una supernova.

### Variabilitat
Moltes supergegants grogues són variables cefeides clàssiques. Moltes variables R Coronae Borealis, tot i que no totes, són supergegants grogues. Altres tipus de variables estel·lars com les variables RV Tauri i les variables PV Telescopii són sovint descrites com supergegants. Les estrelles RV Tau sovint reben tipus espectrals amb una classe de lluminositat de supergegants a causa de la seva baixa gravetat superficial, i són entre les més lluminoses de les estrelles AGB i post-AGB, tenint masses similars al Sol; de manera similar, les encara més rares variables PV Tel sovint són classificades com supergegants, però tenen una lluminositat inferior a les supergegants i espectres B[e] peculiars extremadament deficient en hidrogen. Possiblement també són objectes post-AGB o estrelles AGB "rejuvenides".

### Models
La modelització de les supergegants és encara un domini actiu de la recerca, i s'ha tornat complicat per factors com és ara la pèrdua de massa de l'estrella. Més aviat que modelitzar estrelles individuals, la tendència actual és modelitzar els cúmuls d'estrelles i comparar la distribució del model resultant amb la distribució observada de supergegants com, per exemple, les que estan presentes als núvols de Magalhães.
Hom pensa que l'univers primitiu contenia un gran nombre de supergegants conegudes amb el nom d'estrelles de la població III. En l'estat actual del coneixement, la seva existència és necessària per a explicar l'abundància d'elements distints de l'hidrogen i de l'heli.